# Джалилов, Закир Диляверович
Закир Диляверович Джалилов (30 июля 1972) — советский и киргизский футболист, вратарь, киргизский футбольный тренер. Выступал за сборную Кыргызстана. Неоднократный чемпион и обладатель Кубка Кыргызстана, обладатель Кубка Казахстана (1996).

## Биография

### Клубная карьера
Начинал спортивную карьеру в команде «Инструментальщик», игравшей в первенстве Киргизской ССР среди КФК, а также в молодёжных составах «Алги». В основном составе «Алги» в первенствах СССР сыграл один матч в второй лиге в 1990 году.
После распада СССР выступал в чемпионате Кыргызстана за «Инструментальщик», «Алгу-РИИФ» и «Ак-Марал». В составе «Алги» стал чемпионом и обладателем Кубка Кыргызстана 1993 года. В 1994 году числился в казахстанском «Шахтёре» (Караганда), а в 1995 году — в российском нижегородском «Локомотиве», но не сыграл ни одного матча. После возвращения в Кыргызстан играл за бишкекский «АиК», с которым стал серебряным призёром чемпионата 1995 года.
Осеннюю часть сезона 1996 года провёл в «Елимае», стал бронзовым призёром чемпионата Казахстана и обладателем Кубка страны, участник финального матча против «Мунайши». До июля 1997 года был основным игроком «Елимая», затем перешёл в туркменскую «Нису».
В 1998—2000 годах играл в Кыргызстане за СКА ПВО, становился чемпионом (2000) и двукратным серебряным призёром чемпионата (1998, 1999), обладателем Кубка страны (1998, 1999, 2000). В ряде матчей выходил в роли полевого игрока и забил несколько голов. В 1999 году играл на Кубке Содружества в составе бишкекского «Динамо».
Часть сезона 1999 года, а также первую половину 2001 года провёл в карагандинском «Шахтёре» в чемпионате Казахстана. Затем три сезона выступал в чемпионате Сингапура за «Тампинс Роверс», был основным вратарём клуба.
В 2004—2005 годах играл за «Дордой-Динамо», с которым становился чемпионом Кыргызстана. Затем выступал за «Абдыш-Ату», в её составе — серебряный призёр сезона 2006 года, и за «Авиатор-ААЛ».
Сезон 2008 года провёл в первой лиге Казахстана в составе «Авангарда-СКО» (Петропавловск).
С 2010 года играл на родине за «Нефтчи» (Кочкор-Ата) и «Абдыш-Ату». В составе «Нефтчи» был чемпионом (2010), серебряным призёром (2011) и двукратным финалистом Кубка Кыргызстана.
Принимает участие в матчах ветеранов, причём иногда выступает на позиции нападающего.

### Карьера в сборной
Дебютный матч в сборной Кыргызстана сыграл 3 октября 1992 года в рамках Кубка Центральной Азии против Узбекистана (2:6). Всего в 1992—2004 годах сыграл за сборную 29 матчей.

### Тренерская карьера
В последние годы своей игровой карьеры во многих клубах выполнял функции играющего тренера, в том числе в «Дордое» (2005), «Авиаторе» (2007, по некоторым данным был главным тренером), «Нефтчи» (2010—2011). В 2012 году возглавлял мини-футбольный клуб «Налоговик». В 2013 году был главным тренером «Нефтчи».
С 2014 года работает тренером вратарей национальной сборной Кыргызстана, входил в тренерский штаб сборной на Кубке Азии 2019 года. С 2017 года — тренер вратарей в «Дордое». Имеет тренерскую лицензию «А».
В ноябре 2023 года ушёл в отставку с поста главного тренера «Дордоя».
С 2025 года — тренер вратарей в штабе Сергея Пучкова в сборной Кыргызстана (до 20 лет).

## Личная жизнь
Женат, двое детей. Сын Рауль (род. 1994) тоже стал футболистом, выступает на позиции нападающего. В 2011 году в составе «Нефтчи» отец и сын вместе выходили на поле.